# Vierteenameiva
De vierteenameiva (Teius teyou) is een hagedis uit de familie tejuhagedissen (Teiidae).

## Verspreiding en habitat
De vierteenameiva komt voor in delen van Zuid-Amerika, in de landen Brazilië (alleen in het zuidoosten) en verder in Argentinië, Bolivia en Paraguay. In tegenstelling tot veel andere soorten hagedissen is de vierteenameiva in de meeste delen van het verspreidingsgebied nog zeer algemeen.
De habitat is erg variabel, zowel begroeide als drogere gebieden zijn een geschikte biotoop. De hagedis is niet erg schuw en is ook te vinden in sterk door de mens aangepaste omgevingen zoals tuinen en wijngaarden. De vierteenameiva wordt als erg nuttig gezien omdat het dier veel insecten eet. Daarnaast staat de hagedis onder toeristen bekend als een attractie, vooral in de paartijd als de mannetjes felle kleuren hebben.

## Uiterlijke kenmerken
De vierteenameiva is een vrij kleine soort die een totale lichaamslengte kan bereiken tot ongeveer 30 centimeter inclusief de relatief lange staart. De hagedis heeft maar vier tenen aan de achterpoten, de buitenste teen is gedegenereerd en hieraan is de Nederlandstalige naam te danken. De voorpoten hebben wel gewoon vijf tenen.
De soort lijkt op de Europese muurhagedissen, maar heeft een stompere kop en is grover gebouwd. De vrouwtjes zijn bruin met een groenige rug en op ieder flank een duidelijke gele lengtestreep, met daaronder een kortere streep van voorpoot naar staartwortel. De onderzijde van de flanken en de buik zijn wit. De mannetjes zijn altijd al bont gekleurd, maar in de paartijd zijn de kleuren extra fel; een helder groene rug, poten en staart, en helderblauwe 'handen en voeten' en binnenkant van de dijen; de rest van de poot is groen. Over het hele lijf lopen enkele rijen kleine felblauwe vlekjes die dicht bezaaid zijn en ook de kop is vanaf de grotere schubben achter de nek vaak helemaal blauw.

## Levenswijze
De vierteenameiva houdt van warme en enigszins open omgevingen met wat rotsen om te schuilen. De vierteenameiva graaft een tunneltje onder een steen met aan het uiteinde een kleine kamer die dient om in te schuilen. Het kamertje is ongeveer 2,5 centimeter breed en vier cm lang. Hier ligt de hagedis met zijn lichaam dubbelgevouwen met de kop en staart in de tunnel en het lichaam wordt geborgen in de kamer. Meestal blijft de ameiva bovengronds om te zonnen en eenmaal opgewarmd is het dier razendsnel. Het voedsel bestaat uit allerlei ongewervelden zoals insecten en spinnen.

## Taxonomie
De soort werd oorspronkelijk beschreven door François Marie Daudin in 1802 als Lacerta Teyou. De hagedis is in de loop der tijd ook wel beschreven als Ameiva teyou, Tejus teyou, Acrantus teyou en Dicrodon teyou waardoor in de literatuur soms een verouderde wetenschappelijke benaming wordt vermeld.
De voormalige ondersoort Teius teyou cyanogaster wordt tegenwoordig niet meer als zodanig erkend.